# Johanna Miesenberger
Johanna Miesenberger (* 19. Juli 1974 in Linz) ist eine österreichische Politikerin der Österreichischen Volkspartei (ÖVP). Seit dem 19. September 2019 ist sie vom Oberösterreichischen Landtag entsandtes Mitglied des Bundesrates.

## Leben
Johanna Miesenberger besuchte nach der Volksschule in der Ortschaft Selker der Gemeinde Pregarten die Hauptschule Pregarten und danach 1988/89 die Hauswirtschaftsschule Erla. Anschließend absolvierte sie eine Lehre im Betriebs- und Hausshaltsmanagement. Von 2006 bis 2008 besuchte sie einen Meisterkurs an der Landwirtschaftlichen Fachschule Freistadt. Seit 1997 ist sie selbständig als Landwirtin tätig und bewirtschaftet den elterlichen Hof in Selker.
Von 2008 bis 2014 war sie Ortsbäuerin, seit 2009 ist sie Kammerrätin in der Landwirtschaftskammer, seit 2013 ist sie außerdem Bezirksbäuerin des Bauernbundes im Bezirk Freistadt. In Pregarten ist sie seit 2011 Mitglied des Gemeinderates. Sie kandidierte bei der Nationalratswahl 2013 und der Landtagswahl 2015 für die ÖVP.
Seit dem 19. September 2019 ist sie vom Oberösterreichischen Landtag entsandtes Mitglied des Bundesrates. Sie rückte für Anton Froschauer nach, der in den Landtag wechselte. Im August 2020 wurde sie neben Johanna Jachs zur Stellvertreterin von ÖVP-Bezirksparteiobmann Josef Naderer im Bezirk Freistadt sowie zur Stellvertreterin von Oberösterreichs Landesbäuerin gewählt.
Bei der Landtagswahl 2021 kandidierte sie für die Oberösterreichische Volkspartei hinter Gertraud Scheiblberger und Anton Froschauer auf dem dritten Listenplatz im Landtagswahlkreis Mühlviertel. Nach der Landtagswahl verblieb sie im Bundesrat.
Miesenberger ist verheiratet und Mutter dreier Kinder.